# Medford (Massachusetts)
Medford ist eine Stadt im Middlesex County im Bundesstaat Massachusetts einige Kilometer nördlich von Boston am Mystic River. Laut der letzten Volkszählung aus dem Jahr 2020 wohnen in der Stadt 59.659 Menschen. Bekannt ist die Stadt insbesondere durch die Tufts University. Der Name bedeutet „ford in a meadow“ (Furt in einer Wiese).

## Geografische Lage
Nach Angaben der US-Volkszählungsbehörde erstreckt sich das Stadtgebiet auf einer Gesamtfläche von 22,4 Quadratkilometern. 21,1 Quadratkilometer davon sind Land- und 1,3 Quadratkilometer Wasserfläche. Der Anteil der Wasserfläche an der Gesamtfläche beträgt 5,79 Prozent.

## Söhne und Töchter der Stadt
- Sarah Bradlee Fulton (1740–1835), aktive Teilnehmerin des amerikanischen Unabhängigkeitskrieges
- John Brooks (1752–1825), Politiker, Gouverneur von Massachusetts
- Lydia Maria Child (1802–1880), Schriftstellerin und Abolitionistin
- William Z. Ripley (1867–1941), Ökonom und Rassentheoretiker
- Edwin T. McKnight (1869–1935), Präsident des Senats von Massachusetts
- Quincy Wright (1890–1970), Politikwissenschaftler
- Mary Carew (1913–2002), Leichtathlet
- Hal McKusick (1924–2012), Jazzmusiker
- Thayer David (1927–1978), Schauspieler
- Richard Desmond (1927–1990), Eishockeyspieler
- William F. Buckley (1928–1985), CIA-Agent
- Lincoln D. Faurer (1928–2014), General und NSA-Direktor
- Francis Xavier Irwin (1934–2019), römisch-katholischer Geistlicher, Weihbischof in Boston
- Peter Littman (* 1935), Jazzmusiker
- Edward Power (1936–2021), Schauspieler
- Walter Edyvean (1938–2019), römisch-katholischer Geistlicher, Weihbischof in Boston
- Paul Theroux (* 1941), Schriftsteller
- Richard A. Meserve (* 1944), Physiker, Wissenschaftsorganisator und Anwalt
- John Dittami (1949–2014), Verhaltensforscher
- Daniel G. Nocera (* 1957), Chemiker
- Mark T. Sullivan (* 1958), Schriftsteller
- Fred Giannelli (* 1960), Musiker und Produzent
- Terri Lyne Carrington (* 1965), Musikerin und Komponistin
- Joe Sacco (* 1969), Eishockeyspieler
- Colleen Coyne (* 1971), Eishockeyspielerin
- Tony Giglio (* 1971), Drehbuchautor und Regisseur
- Julianne Nicholson (* 1971), Schauspielerin
- Shawn Bates (* 1975), Eishockeyspieler
- Maria Menounos (* 1978), Schauspielerin
- Bia (* 1991), Rapperin

## Sonstiges
Die Orte Medford und Savannah (Georgia) beanspruchen jeweils die Entstehung des Weihnachts-Klassikers Jingle Bells für sich.